# 해리 블랙먼
해리 앤드루 블랙먼(Harry Andrew Blackmun, 1908년 11월 12일~1999년 3월 4일)은 1970년부터 1994년까지 24년간 미국의 대법관을 지낸 법조인이다. 그는 낙태를 헌법적 권리로 인정하고 이를 금지하는 법을 기각한 유명한 1973년의 로 대 웨이드 사건의 다수판결 의견 판결문을 만든 판사로 가장 유명하다. 이외 동성애를 사생활의 권리에 포함시켰으며 말년에는 사형제도를 비판하였다. 그는 대법원에서 헌법에 기초한 미국민의 권리를 해석하고 사회적 갈등을 법으로 해결하기 위해 도덕, 사생활, 사회문제, 경제적 이해관계, 소수민족 갈등, 여성평등 문제 등에 깊게 관여하였다.

## 이력
일리노이주 내슈빌에서 태어난 블랙먼은 하버드 대학을 장학금을 받으며 다녔으며 1929년에 수학 전공으로 학부를 수마 쿰 라우데(최우등) 졸업하고 이후 하버드 로스쿨을 1932년에 졸업하였다. 법무서기등 다양한 경력을 쌓고 미네소타 대학과 세인트 폴 대학의 로스쿨에서 교편을 잡았다. 법률 실무는 도르시 & 휘트니(Dorsey & Whitney) 로펌에서 변호사로 세무, 신탁, 부동산 그리고 민사송무 업무를 담당하였다. 1941년 도로시 클락과 결혼하여서 3명의 딸을 두었다. 1950년에서 1959년 사이에는 미네소타 로체스터의 메이요 병원에서 고문변호사를 맡았다.
1959년 11월 4일에 드와이트 아이젠하워 대통령에 의해 제8 연방순회법정 판사로 임명되었다. 1968년 잭슨 대 비숍사건에서 헌법에 의거하여 수감자에게 잔인하고 비정상적인 신체적 처벌을 내리는 것에 반대하는 판결을 내렸다.

## 대법원에서의 경력

### 임명
블랙먼은 리처드 닉슨 대통령에 의해 1970년 4월 4일에 대법관으로 지명되었으며, 같은 해 5월 17일 상원에 의해 인증되었는데 그의 임명은 두차례의 거친 후보자의 거부로 인한 난항속에 내려진 결정이었다.

### 초기
원래 블랙먼은 평생 공화당원이었기 때문에 헌법의 보수적 견해를 고수하리라 기대되었다. 실제로 1972년 퍼먼 대 조지아주 사건에서 기각 결정을 내렸으며 1976년에는 그레그 대 조지아주 사건에서 사형을 확정하는 쪽에 투표하였다.

### 낙태 논란
그러나 1973년에 역사적으로 유명한 로 대 웨이드 사건(Roe vs. Wade)에서 그는 미국의 헌법에 의한 헌법적 권리에 기초하여 낙태를 할 권리를 옹호하게 된다. 이후 그는 강연과 연설을 통해 이것이 여성의 평등과 지위향상을 위해 필수적임을 강조한다. 100여년간 낙태를 불법으로 규정한 법을 뒤엎고 현재까지도 논란이 끊이지 않는 낙태문제에 대한 법원의 이러한 결정은 그의 향후 이력에 근본적인 노선 변화를 가져오게 되었고 보수적인  입장에서 진보적 입장으로 바뀌게 된다.

### 퇴임
1994년 4월에 그는 대법관직에서 은퇴하였고 후임으로는 빌 클린턴 대통령에 의해 스티븐 브라이어가 임명되었다. 이후 1999년 골반 골절의 후유증으로 90세로 사망하였다.

## 참고 자료
- 블랙먼 판사가 되다, 린다 그린하우스 지음, 안경환 옮김, 청림출판, 2005, ISBN 39788935206346